# نماینده دائم در سازمان ملل
یک نماینده دائم در سازمان ملل (که گاهی "سفیر سازمان ملل" نامیده می‌شود) رئیس هیئت دیپلماتیک یک کشور در سازمان ملل است.
از این میان، برجسته‌ترین نمایندگان دائمی سازمان ملل متحد، آنهایی هستند که در مقر اصلی در شهر نیویورک منصوب شده‌اند. با این حال، کشورهای عضو همچنین نمایندگان دائمی را در سایر دفاتر سازمان ملل در ژنو، وین و نایروبی منصوب می‌کنند.
بسیاری از کشورها، از جمله ایالات متحده، نماینده دائم خود در سازمان ملل را «سفیران سازمان ملل» می‌نامند. اگرچه یک نماینده دائم دارای رتبه دیپلماتیک معادل سفیر (یا رئیس هیئت یا کمیساریای عالی) است، اما آنها برای یک سازمان بین‌المللی معتبر هستند و نه برای یک رئیس دولت (همان‌طور که سفیر یک کشور است) یا یک رئیس دولت (همان‌طور که یک کمیسر عالی خواهد بود).

## نمایندگان شوراهای سازمان ملل
برخی از دیپلمات‌ها در شوراهای سازمان ملل متحد مانند شورای اقتصادی و اجتماعی سازمان ملل متحد هستند.

## سفیران حسن نیت
یونسکو به جای نمایندگان دائم، نمایندگان دائمی دارد که در رأس مأموریت‌های دیپلماتیک در این سازمان هستند. با این حال، سفیران حسن نیت یونسکو نیز وجود دارند، مانند بسیاری از افراد مشهور که به عنوان سفیران حسن نیت یونسکو برای یک حوزه موضوعی خاص عمل می‌کنند. کمیساریای عالی سازمان ملل متحد برای پناهندگان سفیران حسن نیت مشابهی دارد.
گاهی یک نماینده دائم سازمان ملل را سفیر در سازمان ملل یا به ندرت سفیر دائم سازمان ملل می‌نامند تا موقعیت را از سفیر حسن نیت یونسکو متمایز کند. با این حال، مجدداً، اصطلاح «سفیر» بیشتر برای توصیف هر یک از مقامات دولتی یک کشور که مأمور رسیدگی به برخی از امور با ملت دیگری هستند استفاده می‌شود.